# Cantagalo (distrikt)
Cantagalo är ett distrikt i São Tomé och Príncipe. Dess huvudort är Santana. Den har en yta på 119 km2, och den hade 17 169 invånare år 2012.